# Argonautes d'Aix-en-Provence 2023
Questa voce raccoglie le informazioni riguardanti gli Argonautes d'Aix-en-Provence nelle competizioni ufficiali della stagione 2023.

## Division Élite 2023

### Stagione regolare
| 5 febbraio 2023, ore 14:00 1ª giornata | Argonautes d'Aix-en-Provence | 7 – 17 referto | Ours de Toulouse | \| Arbitro: \| Vigne \| |
| Arbitro:                               | Vigne                        |                |                  |                         |

| 19 febbraio 2023, ore 14:00 2ª giornata | Blue Stars de Marseille | 36 – 0 referto | Argonautes d'Aix-en-Provence | \| Arbitro: \| Vigne \| |
| Arbitro:                                | Vigne                   |                |                              |                         |

| 25 febbraio 2023, ore 19:00 3ª giornata | Centaures de Grenoble | 0 – 15 referto | Argonautes d'Aix-en-Provence | \| Arbitro: \| Frossard \| |
| Arbitro:                                | Frossard              |                |                              |                            |

| 12 marzo 2023, ore 14:00 4ª giornata | Argonautes d'Aix-en-Provence | 7 – 14 referto | Grizzlys Catalans | \| Arbitro: \| Hunkeler \| |
| Arbitro:                             | Hunkeler                     |                |                   |                            |

| 18 marzo 2023, ore 19:00 5ª giornata | Dauphins de Nice | 24 – 7 referto | Argonautes d'Aix-en-Provence | \| Arbitro: \| Vigne \| |
| Arbitro:                             | Vigne            |                |                              |                         |

| 2 aprile 2023, ore 14:00 6ª giornata | Argonautes d'Aix-en-Provence | 0 – 7 referto | Blue Stars de Marseille | \| Arbitro: \| Labrouve \| |
| Arbitro:                             | Labrouve                     |               |                         |                            |

| 9 aprile 2023, ore 14:00 7ª giornata | Argonautes d'Aix-en-Provence | 7 – 10 referto | Centaures de Grenoble | \| Arbitro: \| Frossard \| |
| Arbitro:                             | Frossard                     |                |                       |                            |

| 22 aprile 2023, ore 19:00 8ª giornata | Ours de Toulouse | 7 – 0 referto | Argonautes d'Aix-en-Provence | \| Arbitro: \| Prud'Homme \| |
| Arbitro:                              | Prud'Homme       |               |                              |                              |

| 7 maggio 2023, ore 13:00 9ª giornata | Grizzlys Catalans | 34 – 26 referto | Argonautes d'Aix-en-Provence | \| Arbitro: \| Prud'Homme \| |
| Arbitro:                             | Prud'Homme        |                 |                              |                              |

| 21 maggio 2023, ore 14:00 10ª giornata | Argonautes d'Aix-en-Provence | 34 – 32 referto | Dauphins de Nice | \| Arbitro: \| Vigne \| |
| Arbitro:                               | Vigne                        |                 |                  |                         |

## Statistiche di squadra
| Competizione | %Vittorie | In casa | In casa | In casa | In casa | In casa | In casa | In trasferta | In trasferta | In trasferta | In trasferta | In trasferta | In trasferta | Totale | Totale | Totale | Totale | Totale | Totale |
| Competizione | %Vittorie | G       | V       | N       | P       | Pf      | Ps      | G            | V            | N            | P            | Pf           | Ps           | G      | V      | N      | P      | Pf     | Ps     |
| ------------ | --------- | ------- | ------- | ------- | ------- | ------- | ------- | ------------ | ------------ | ------------ | ------------ | ------------ | ------------ | ------ | ------ | ------ | ------ | ------ | ------ |
| Campionato   | .200      | 5       | 1       | 0       | 4       | 55      | 80      | 5            | 1            | 0            | 4            | 48           | 101          | 10     | 2      | 0      | 8      | 103    | 181    |
| Totale       | .200      | 5       | 1       | 0       | 4       | 55      | 80      | 5            | 1            | 0            | 4            | 48           | 101          | 10     | 2      | 0      | 8      | 103    | 181    |